# Глубокая (Иркутская область)
Глубо́кая — посёлок в Шелеховском районе Иркутской области России. Входит в состав Подкаменнского сельского поселения.
В посёлке — станция Глубокая Восточно-Сибирской железной дороги на Транссибирской магистрали.

## География
Посёлок расположен в 57 км к юго-западу от районного центра, города Шелехов, и в 28 км (по автодороге) от центра сельского поселения, посёлка Подкаменная, на высоте 837 метров над уровнем моря.
В 1 км к юго-западу от Глубокой, у посёлка Хузино, проходит Култукский тракт, участок Иркутск — Култук федеральной автодороги Р258 «Байкал». В полукилометре к югу от посёлка бежит в своём верхнем течении речка Левая Большая Олха (бассейн реки Олхи). В 1,5 км к юго-западу от посёлка, за Хузино и автодорогой «Байкал», находится исток речки Большая Глубокая (правый приток Иркута). 

## Население
| 2002 | 2010 | 2011 | 2012 |
| ---- | ---- | ---- | ---- |
| 47   | ↗58  | →58  | ↗59  |

В 2002 году численность населения посёлка составляла 47 человек (21 мужчина и 26 женщин). По данным переписи 2010 года, в посёлке проживало 58 человек (28 мужчин и 30 женщин).

## Улицы
Уличная сеть посёлка состоит из 2 улиц (ул. Железнодорожная и ул. Средняя).